# Cattedrale del Sacro Cuore (Casablanca)
La cattedrale del Sacro Cuore era la cattedrale dell'arcidiocesi di Rabat della Chiesa cattolica in Marocco nella città di Casablanca, oggi sconsacrata. L'arcidiocesi ha oggi sede presso la cattedrale di San Pietro a Rabat.

## Descrizione
Venne realizzata nel 1930 dall'architetto Paul Tournon per essere utilizzata come luogo di culto dalla comunità cattolica locale che all'epoca contava circa 40.000 individui.
La sua architettura si ispira all'estetica delle cattedrali gotiche europee, conferendo all'edificio una particolare monumentalità in stile Art Déco.
Circondata da un grande giardino pubblico, il Parco della Lega Araba, l'edificio è oggi sconsacrato e di tanto in tanto è sede di esposizioni e manifestazioni culturali.